# Théodemond
Théodemond aurait été un des rois suèves qui a gouverné la Gallaecia durant la Période Obscure, qui va de la mort de Rémismond en 469 jusqu'au couronnement de Cararic en 550. 

## Hypothèse
On sait très peu de choses sur les dirigeants de cette époque. L'hypothèse de son existence est basée sur un document du XIIe siècle qui mentionne un Theodemundus dirigeant les Suèves entre Rémismond et Théodemir. Comme cette mention figure dans une liste de divisions ecclésiastiques du VIIe siècle à l'époque de Wamba, Wilhelm Reinhart pense qu'elle repose sur une source plus ancienne. Il a dû y avoir d'autres rois durant cette période, mais leurs noms ne nous sont pas parvenus.